# Джевдет Дода
Джевдет Дода (на албански: Xhevdet Doda) е югославски партизанин и деец на НОВМ.

## Биография
Роден е през 1906 година в град Призрен. Там завършва и основно училище. През 1923 година заминава за Албания, където завършва учителска школа. Противопоставя се на режима на Ахмед Зогу поради което често е местен от едно място на друго. Накрая се озовава в Тирана, където се свързва с местни комунисти. Опитва се да замине, за да участва в Гражданската война в Испания, но не успява. След като италианската армия навлиза в Албания се противопоставя на тяхната окупация, за което е преследван. През юни 1941 година се завръща в родния си град. Там се свързва с местните югославски комунисти и става член на ЮКП. Включва се в подготовката за въстание. Участва в създаването на връзки между ЮКП и АКП. Взема участие в срещата между представители на двете партии в края на 1941 година във Витомирици.
Дейността му привлича внимание на италианските власти, които правят опити да го арестуват, които довеждат до резултат на 1 април 1943 година. След това е интерниран в лагера „Порто Романо“ в Драч. След като Италия капитулира през септември 1943 година е освободен от затвора и се връща в Косово. Там става командир на Първи косовско-метохски народоосвободителен батальон „Рамиз Садику“. На 11 ноември 1943 батальона влиза в състава на първа македонско-косовска бригада. През декември 1943 Дода участва като делегат на Първото заседание на Народоосвободителния комитет на Косово и Метохия и е избран за член на Главния комитет на Народоосвободителния комитет на Косово и Метохия.
През април 1944 година е арестуван от Гестапо и изпратен в Тирана. След това в лагера в Баница, а накрая и в концлагера „Матхаузен“. Там умира през май 1945 година. Провъзгласен е за народен герой на Югославия на 26 декември 1973 година.